# Акрофобія

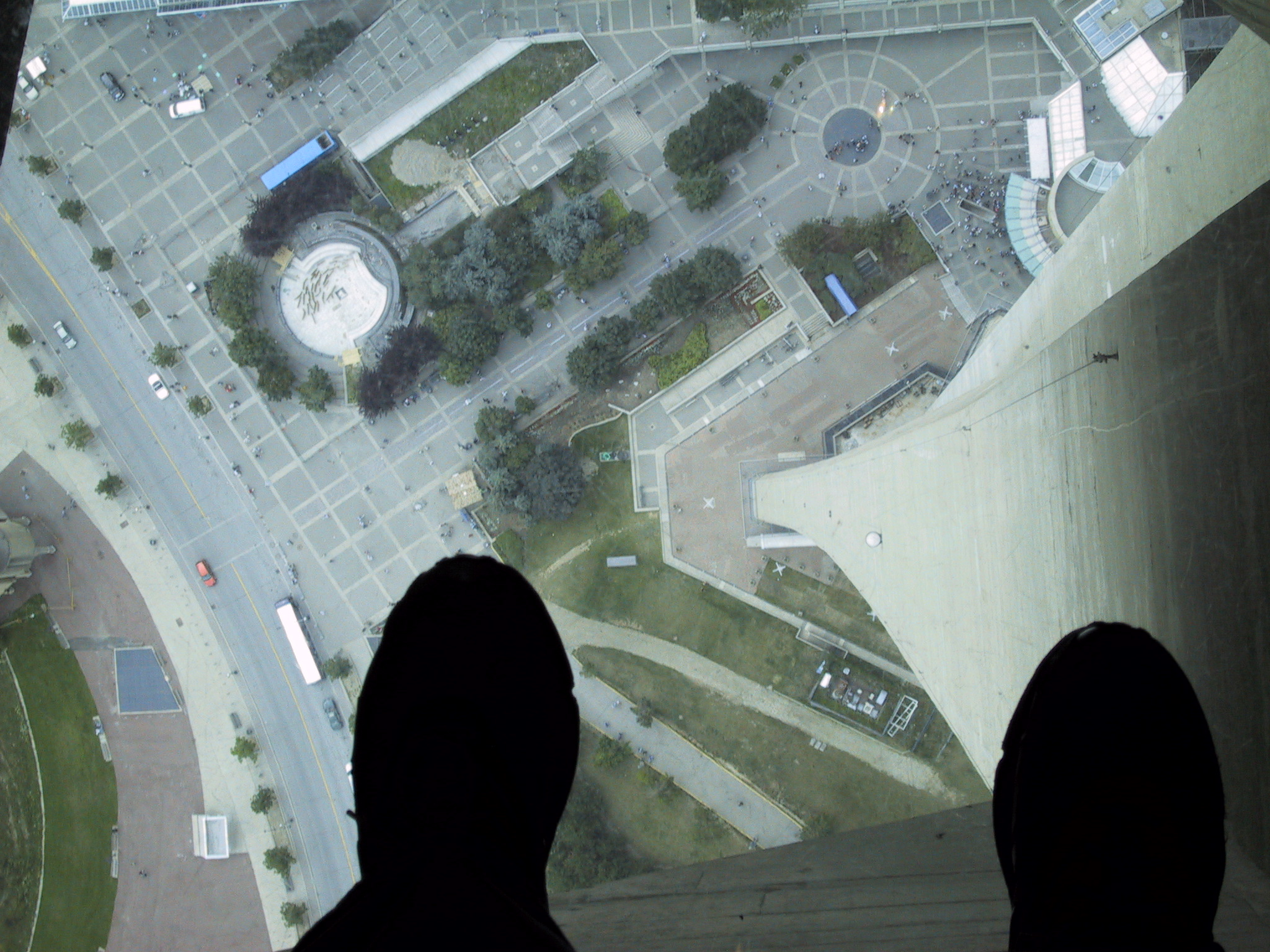

Акрофо́бія (дав.-гр. ἄκρος + φόβος, «верхній» + «страх») — нав'язливий страх висоти.

## Опис
При перебуванні на висоті у людини, що страждає на акрофобію, спостерігається нудота та запаморочення.
Запаморочення на великій висоті є нормальною фізіологічною реакцією.
Акрофобія належить до категорії фобій, які пов'язані з дискомфортом простору і руху. Вона має спільні з цією категорією методи лікування.

## Акрофобія в мистецтві
- «Запаморочення» (англ. Vertigo) — класичний фільм Альфреда Гічкока 1958 року.
- «Страх висоти» — радянський детективний фільм 1975 року.
- «Страх висоти» (англ. High Anxiety) — американська комедія Мела Брукса 1977 року, пародія на трилери Альфреда Гічкока: «Запаморочення», «У випадку вбивства набирайте „М“», «Психо», «Птахи» та інші.
- «Страх висоти» (англ. Do not Look Down) — американський психологічний трилер Веса Крейвена 1998 року.